# Света Богородица Дексия (Солун)
Вижте пояснителната страница за други значения на Света Богородица Дексия.
„Света Богородица Дексия“ (на гръцки: Παναγία Δεξιά) е православна църква в македонския град Солун, Гърция, енорийски храм на Солунската епархия на Вселенската патриаршия, под управлението на Църквата на Гърция.
Храмът е разположен в цeнтралната махала на града Камара, на главната улица „Егнатия“ № 155 и едноименната „Панагия Дексия“. През османско време на мястото на „Света Богородица Дексия“ е храмът „Свети Ипатий“, построен според документи на Солунската митрополия през 1818 година, като дар от халкидическия манастир „Света Анастасия Узорешителница“. Според Василис Димитриадис храмът е построен в 1727 година на мястото на византийската църква „Света Богородица Голяма“ (Μεγάλη, Τρανή Παναγία), спомената в документи от 1542 и 1546 година и в два ръкописа от XIV век. От 1727 година църквата е известна като „Свети Ипатий“. В 1912 година, след като ротондата „Свети Георги“ отново става църква, „Свети Ипатий“ става част от нейната енория. „Свети Ипатий“ има типична възрожденска архитектура – трикорабна базилика с дървен покрив, малки размери и ниска височина.
С увеличаването на населението се появява нужда от нов голям храм. Основният камък на новата църква е поставен на 4 ноември 1956 година от митрополит Пантелеймон I Солунски, а църквата е открита на 20 юли 1976 година от митрополит Пантелеймон II. Църквата е прекръстена на името на чудотворната икона на Света Богородица, пазена в „Свети Ипатий“.